# National Liberal Party (1922)
Die National Liberal Party war von 1922 bis 1923 eine liberale politische Partei im Vereinigten Königreich. Sie wurde als Parteiorganisation für all die Liberalen gegründet, die die Koalition mit den Konservativen unter der Leitung von Premierminister David Lloyd George unterstützen und deren Wiederaufnahme forderten. Die Partei war eine Abspaltung der Liberal Party, die unter H. H. Asquith zur Opposition gegenüber der Koalition übergegangen waren. Nach der verlorenen Wahl 1922 schlossen sich die National Liberals, unter ihnen auch Lloyd George, wieder ihrer alten Partei an.

## Spaltung
Im Dezember 1916 löste David Lloyd George den Parteivorsitzenden der Liberal Party H. H. Asquith als Premierminister ab. Dieser führte seit 1915 eine große Koalition, welche zum größten Teil aus Liberalen und Konservativen bestand, wobei die Konservativen mit eher unwichtigeren Posten vertreten waren. Nach dem Sturz Asquiths bildete George eine Koalitionsregierung, die zwar weiterhin Liberale enthielt wie ihm, zur Mehrheit allerdings aus konservativen Mitgliedern bestand. Asquith und seine Anhänger gingen in die Opposition. Mit einer permanenten Spaltung der Liberalen rechneten damals aber viele nicht.
Bei den Parlamentswahlen 1918 wurden dann an die Parlamentskandidaten, die die Koalitionsregierung unterstützen Briefe gesandt, die sie als offizielle Vertreter der Koalitionsregierung ausweisen sollte. Die mehrfach verschobenen Parlamentswahlen von 1918 fanden in der euphorischen Atmosphäre des Sieges nach dem Ersten Weltkrieg und dem Wunsch nach Rache gegen Deutschland und seine Verbündeten statt. Der Erhalt des Coupons wurde von den Wählern als Zeichen des Patriotismus gedeutet, das den Kandidaten bei der Wahl half, während diejenigen, die ihn nicht erhielten, Schwierigkeiten hatten ihren Sitz zu halten, da sie manchmal als Kriegsgegner oder Pazifisten angesehen wurden. Die Briefe trugen alle das Datum 20. November 1918 und wurden von Premierminister David Lloyd George für die Koalitionsliberalen und Andrew Bonar Law, dem Vorsitzenden der Konservativen Partei, unterzeichnet. Aus diesem Grund wurden die Parlamentswahlen von 1918 auch als „Coupon-Wahlen“ bezeichnet.
Nicht alle liberalen Abgeordneten, die die Regierung unterstützen, erhielten den Brief und einige, denen er angeboten wurde, lehnten die Unterstützung ab, aber dennoch markierten diese Coupons eine formelle Spaltung zwischen den Anhängern von Lloyd George einerseits und den Anhängern Asquiths andererseits, die die Briefe meist nicht erhielten. Am Ende wurden 139 Koalitionsliberale ins Parlament gewählt, während nur 29 Liberale ohne Coupons einen Parlamentssitz gewannen.
Nachdem Lloyd George und die Koalition die Parlamentswahlen gewonnen hatte und der nicht zur Koalition gehörende Flügel der Liberalen eine katastrophale Niederlage erlitten hatte, vertiefte sich die Spaltung in der Partei immer mehr. Von den 36 liberalen Abgeordneten, die ohne Coupon gewählt wurden, unterstützten nur neun die Koalition. Die anderen hielten eine Versammlung ab und erklärten sich zur Liberalen Parlamentarischen Partei. Im Verlauf der Legislaturperiode weitete sich die Spaltung auf alle Ebenen der Parteiorganisation aus. Bei einem Treffen der National Liberal Federation im Mai 1920 wurden die Koalitionsminister niedergeschrien, und die Spaltung wurde noch offensichtlicher.
Schließlich beschloss der Premierminister, seine eigene Partei zu gründen, da er daran scheiterte, die gesamte Liberale Partei davon zu überzeugen, dass Kompromisse mit den Konservativen zur Lösung der großen Probleme des Landes nach dem Krieg notwendig sind. Am 18. und 19. Januar 1922 fand in London ein Treffen statt. Es wurde ein eigener National Liberal Parteivorstand gebildet. Die Spaltung war abgeschlossen, und die (Parlaments-)Mitglieder entschieden nun schnell, auf welche Seite der Partei sie sich stellen sollten.
Nach dem Rückzug der Konservativen Partei im Rahmen des Carlton-Club-Treffens aus der Koalition nur wenige Monate trat Lloyd George am 19. Oktober 1922 als Premierminister zurück. Die darauf folgenden Parlamentswahlen 1922 verliefen für beide liberalen Parteien katastrophal. Nur 62 Liberale und 53 Nationalliberale wurden gewählt.
Mit dem Ende der Koalition hatten die Nationalliberalen ihre Existenzberechtigung als eigenständige Partei verloren. Die durch jahrelange interne Kämpfe verursachte Verbitterung machte jedoch eine sofortige Wiedervereinigung der Liberalen unmöglich und zwei Parteien behielten ihre getrennten Parteiorganisationen.

## Wiedervereinigung
Der neue konservative Premierminister Stanley Baldwin entschied sich kurz nach Amtsantritt dazu Parlamentswahlen auszurufen, um ein Mandat für die Aufgabe des Freihandels und die Einführung von Zöllen zu erreichen. Trotz der tiefen Feindseligkeit zwischen Asquith und Lloyd George ermöglichte der Aufruf zur Verteidigung des Freihandels und die Einsicht getrennt nicht gewinnen zu können, die Aufstellung eines gemeinsamen Wahlprogramms und gemeinsamer Kandidaten für die kommende Neuwahl.
Am 13. November 1923 erklärten die Vorsitzenden der beiden Parteien, dass „alle Kandidaten aufgestellt und als Liberale bezeichnet werden und von der gesamten Stärke der Partei ohne Rücksicht auf frühere Differenzen unterstützt werden“. Diese Erklärung markierte das Ende der National Liberal Party. Zusammen gewann die wiedervereinigte Liberal Party bei den Parlamentswahlen 1923 158 der 615 Parlamentssitze und hielten im neuen Parlament, einem hung parliament, ohne Mehrheit für eine einzelne Partei, das Zünglein an der Waage und ermöglichen so die Bildung der ersten Regierung der Labour Party unter Ramsay MacDonald.

## Wahlergebnisse
| Wahl      | Stimmen   | Prozent | Sitze     | Status     |
| --------- | --------- | ------- | --------- | ---------- |
| Wahl 1918 | 1.396.590 | 13,4    | 127 / 707 | Regierung  |
| Wahl 1922 | 1.355.366 | 9,9     | 53 / 615  | Opposition |